# 馬當省
马当省（英語：Madang Province）是巴布亚新几内亚20省之一，首府马当（Madang）。馬當省內使用的語言多達173種，很多都只有為數極少的人使用。該省面積28886平方公里。根據2011年人口普查，該省人口有493,906人。